# Pillás aloé
A pillás aloé (Aloiampelos ciliaris) az egyszikűek (Liliopsida) osztályának spárgavirágúak (Asparagales) rendjébe, ezen belül a fűfafélék (Asphodelaceae) családjába tartozó faj.
Korábban, azaz 2013-ig az aloé (Aloe) nemzetségbe volt besorolva, Aloe ciliaris név alatt. Manapság nemzetségének a típusfaja.

## Előfordulása
A pillás aloé eredeti előfordulási területe a Dél-afrikai Köztársaság. Az ember sikeresen betelepítette Franciaországba, Marokkóba, Algériába, valamint a Norfolk-szigetre, a Juan Fernández- és a Kanári-szigetekre. Kedvelt dísznövény.

## Változatai
- Aloiampelos ciliaris var. ciliaris (Haw.) Klopper & Gideon F.Sm.
- Aloiampelos ciliaris var. redacta (S.Carter) Klopper & Gideon F.Sm.
- Aloiampelos ciliaris var. tidmarshii (Schönland) Klopper & Gideon F.Sm.

## Megjelenése
Pozsgás növény, amelynek karcsú szára akár 10 méter magasra is megnőhet. A sötétzöld levelek szélén fehértüskés fogazottság van. A 25 milliméteres, vöröses-narancssárga, csőszerű virágai laza virágzatokban ülnek. A megporzását a nektármadárfélék (Nectariniidae) végzik. Termése téglalapszerű.